# GSC4027-539
GSC4027-539 — хімічно пекулярна зоря спектрального класу A, що має видиму зоряну величину в
смузі V приблизно 10.0.
.

## Пекулярний хімічний вміст
Зоряна атмосфера GSC4027-539 має підвищений вміст Si та Sr.